# Solfara Groticelli
La solfara Groticelli o miniera Groticelli  è una miniera di zolfo sita in provincia di Agrigento a nord-ovest di Cianciana, tra le meno produttive del comprensorio cittadino.
La solfatara, già attiva nel 1839, risulta oggi abbandonata.